# 1-クロロプロパン
1-クロロプロパンはハロゲン化アルキルの一種で、化学式C3H7Clで表される無色の可燃性液体である。n-プロピルクロリドとも称する。塩化亜鉛を触媒として、1-プロパノールを三塩化リンに反応させることで得られる。

## 製造
プロパンを塩素化することにより、1-クロロプロパンが得られる。この時の温度によっては、異性体の2-クロロプロパンも多く生じる.。三塩化リン、五塩化リン、または塩化チオニルを1-プロパノールに反応させることによっても生成する。

## 性質
揮発性の高い無色の液体で、クロロホルムのような特異臭がある。多くのハロゲン化アルキルと異なり、水より密度が低い特徴を持つ。

## 用途
フリーデル・クラフツ反応や、グリニャール試薬や有機金属化合物製造時のアルキル化剤として使用される。プロピルアミン・麻酔薬・駆虫薬の反応中間体、発泡剤としての用途もある。